# بيتر بيكسل
بيتر بيكسل (بالألمانية: Peter Bichsel)، هو كاتب سويسري ألماني. شب بيكسل في مقاطعة سلوتوهورن في سويسرا، وبعد أن تأهل ليصبح معلماً. عمل بالتعليم منذ عام 1955 إلى 1978. وفي الفترة من 1972 حتى 1989 عمل أستاذاً زائراً وناشراً وكاتباً في ألمانيا وفي الولايات المتحدة. ومنذ عام 1968 بدأ يكتب بشكل شبه منتظم في الصحف اليومية والأسبوعية السويسرية. وقد حصل بيكسل على العديد من الجوائز من بينها جائزة جماعة 47 في 1965. كما حصل على جائزة ألمانيا لكتب الشباب في عام 1970.

## أعماله
- في الواقع كانت السيدة بلوم تريد التعرف على بائع اللبن «Eigentlich möchte Frau Blum den Milchmann kennenlernen» (إحدى وعشرون قصة 1964).
- فصول السنة «Die Jahreszeiten» (رواية 1967).
- قصص أطفال (1969) «Kindergeschichten»
- قصص في وقت غير ملائم «Geschichten zur falschen Zeit» (مجموعة مقالات 1979).
- القارئ-القص «Der Leser-Das Erzählen» (محاضرات 1982).
- عن الشاربين ورجال الشرطة وماجلنه الجميلة «Der Busant-Von Trinkern, Polizisten und der schönen Magelone» (قصص 1985).
- سان سلفادور (san salvador)

## روابط خارجية
- بيتر بيكسل على موقع IMDb (الإنجليزية)
- بيتر بيكسل على موقع الموسوعة البريطانية (الإنجليزية)
- بيتر بيكسل على موقع مونزينجر (الألمانية)
- بيتر بيكسل على موقع ميوزك برينز (الإنجليزية)
- بيتر بيكسل على موقع ديسكوغز (الإنجليزية)